# Monopólio

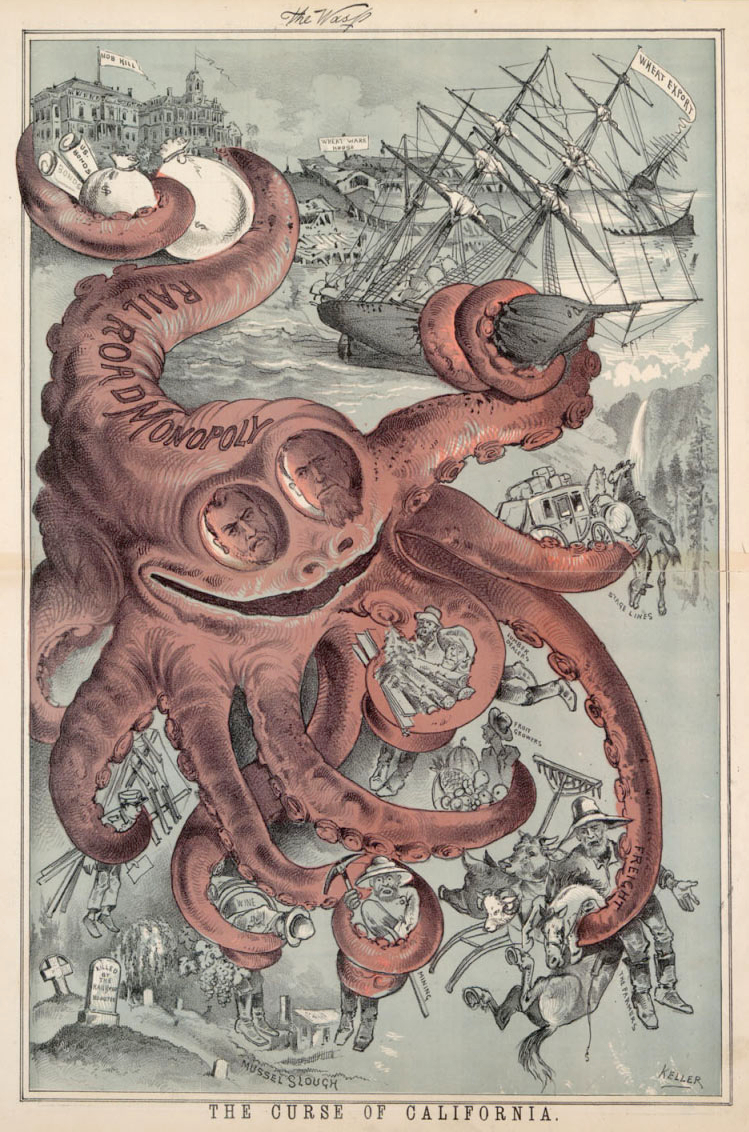
"A maldição da Califórnia." Litografia colorida. Esta ilustração de duas páginas retrata o poderoso monopólio ferroviário como um polvo, com seus muitos tentáculos controlando interesses financeiros como a elite de Nob Hill, os agricultores, os interesses madeireiros, o transporte marítimo, os fruticultores, as linhas de palco, a mineração e a indústria do vinho.

Em economia, monopólio (do grego monos, um + polein, vender) designa uma situação particular de concorrência imperfeita, em que uma única empresa detém o mercado de um determinado produto ou serviço conseguindo, portanto, influenciar o preço do bem comercializado.
Monopólios podem surgir devido a regulamentação governamental, o monopólio coercivo.

## Teoria do monopólio
Pela concepção tradicional, há monopólio quando há somente um único vendedor para um determinado produto, não substituto. Tal como no caso da concorrência perfeita, os exemplos de monopólio na sua forma pura são raros, mas a teoria do monopólio elucida o comportamento de empresas que se aproximam das condições de monopólio puro. Um monopólio pode simplesmente referir-se ao caso em que apenas uma empresa tem poder de mercado (ou seja, capacidade de influenciar preços neste mercado).
Na qualidade de único produtor de um determinado produto, o monopolista encontra-se em posição singular, pois, se decidir elevar o preço do produto, não terá que se preocupar com concorrentes. Isso não significa, entretanto, que poderá cobrar qualquer preço que desejar, pois cobrar um preço muito elevado pode reduzir de tal maneira a demanda que seu lucro será menor, e não maior.

### Maximização de lucro no monopólio
Como ocorre no caso de uma estrutura de mercado em concorrência perfeita, no monopólio a empresa maximiza seu lucro quando a receita marginal iguala o custo marginal. matematicamente, temos:
O lucro {\displaystyle \pi } obtido na produção de "q" unidades do bem é, por definição, a diferença entre a receita "R" (obtida da venda das "q" unidades produzidas) e o custo (de produzir essas mesmas "q" unidades)
| Matematicamente                                                    | Diferença em relação ao mercado em concorrência perfeita? |
| ------------------------------------------------------------------ | --------------------------------------------------------- |
| {\displaystyle \pi \left(q\right)=R\left(q\right)-C\left(q\right)} | Sim                                                       |

A empresa deseja maximizar esse lucro (achar o ponto de lucro máximo), dadas as condições de produção (função de produção, que utiliza insumos como K-capital, e L, trabalho). Sabemos que a receita de uma empresa é igual à quantidade q vendida vezes o preço "p", ou seja, {\displaystyle R\left(q\right)=pq}.
| Matematicamente                                                                                      | Diferença em relação ao mercado em concorrência perfeita? |
| --- | --------------------------------------------------------- |
| Max{\displaystyle \left[\pi \left(q\right)=R\left(q\right)-C\left(q\right)\right]}, sujeito a f(K,L) | Não                                                       |

A receita de uma empresa, por definição, é igual à quantidade q vendida vezes o preço "p".
| Matematicamente                    | Diferença em relação ao mercado em concorrência perfeita? |
| ---------------------------------- | --------------------------------------------------------- |
| {\displaystyle R\left(q\right)=pq} | Sim                                                       |

Para descobrir o ponto máximo da função lucro, derivamos a equação lucro em função da quantidade e igualamos a zero.
| Matematicamente | Diferença em relação ao mercado em concorrência perfeita? |
| --- | --------------------------------------------------------- |
| {\displaystyle {\frac {\partial \pi \left(q\right)}{\partial q}}=0\Rightarrow }{\displaystyle {\frac {\partial \mathbb {R} \left(q\right)}{\partial q}}-{\frac {\partial \mathbb {C} \left(q\right)}{\partial q}}=0} | Não                                                       |

Como {\displaystyle {\frac {\partial \mathbb {R} \left(q\right)}{\partial q}}} é, por definição, a receita marginal da empresa, e  {\displaystyle {\frac {\partial \mathbb {C} \left(q\right)}{\partial q}}} é o custo marginal, podemos reescrever a equação acima assim:
| Matematicamente                                                                                  | Diferença em relação ao mercado em concorrência perfeita? |
| ------------------------------------------------------------------------------------------------ | --------------------------------------------------------- |
| {\displaystyle {\mbox{RMg}}-{\mbox{Cmg}}=0\Rightarrow }{\displaystyle {\mbox{RMg}}={\mbox{Cmg}}} | Não                                                       |

Para pequenas variações de quantidade, a receita marginal pode ser reescrita simplificadamente como sendo o preço mais a quantidade (q) multiplicada pela razão entre a variação do preço e a variação da quantidade.
| Matematicamente | Diferença em relação ao mercado em concorrência perfeita? |
| --- | --------------------------------------------------------- |
| {\displaystyle {\frac {\partial \mathbb {R} \left(q\right)}{\partial q}}=}{\displaystyle {\mbox{RMg}}=p+q{\frac {\Delta P}{\Delta Q}}}{\displaystyle =p\left[1+{\frac {q\Delta P}{p\Delta q}}\right]} | Não                                                       |

Por definição, a elasticidade da demanda em relação ao preço (representada por {\displaystyle \epsilon }) é igual à razão entre variação de quantidade em relação ao preço.
| Matematicamente | Diferença em relação ao mercado em concorrência perfeita? |
| --- | --------------------------------------------------------- |
| {\displaystyle \epsilon ={\frac {p\Delta q}{q\Delta p}}\Rightarrow }{\displaystyle {\frac {1}{\epsilon }}={\frac {q\Delta p}{p\Delta q}}} | Não                                                       |

Portanto, podemos representar a fórmula da receita marginal em função da elasticidade da demanda em relação ao preçoː
| Matematicamente | Diferença em relação ao mercado em concorrência perfeita? |
| --- | --------------------------------------------------------- |
| {\displaystyle {\mbox{RMg}}=p\left[1+{\frac {q\Delta P}{p\Delta q}}\right]=p\left[1+{\frac {1}{\epsilon }}\right]} | Não                                                       |

A condição de maximização de lucro, igualmente, também pode ser reescrita em função da elasticidade da demanda ao preço:
| Matematicamente | Diferença em relação ao mercado em concorrência perfeita? |
| --- | --------------------------------------------------------- |
| {\displaystyle {\mbox{RMg}}={\mbox{Cmg}}\Rightarrow }{\displaystyle p\left[1+{\frac {1}{\epsilon }}\right]}{\displaystyle ={\mbox{Cmg}}} | Não                                                       |

Teríamos, então, as condições para determinar o lucro máximo no monopólio:
| Matematicamente | Diferença em relação ao mercado em concorrência perfeita?                                                                                          |
| --- | --- |
| Se {\displaystyle \left\\|\epsilon \right\\|<1\rightarrow }, e, para bens normais, a elasticidade da demanda ao preço é negativa,{\displaystyle {\frac {1}{\epsilon }}>1\rightarrow }{\displaystyle p}{\displaystyle \left[1+{\frac {1}{\epsilon }}\right]<0\rightarrow } receita marginal será negativa neste caso. Portanto, a empresa monopolista nunca escolherá um mercado com demanda inelástica. | Sim; a firma em concorrência perfeita enfrenta curva de demanda horizontal, ou seja, {\displaystyle {\frac {1}{\epsilon }}={\frac {1}{\infty }}=0} |

Portanto, o monopolista maximizará o lucro num mercado com demanda elástica ao preço, e escolherá o preço seguindo a seguinte fórmula:
{\displaystyle p\left[1+{\frac {1}{\epsilon }}\right]}{\displaystyle ={\mbox{Cmg}}}, para {\displaystyle \left\|\epsilon \right\|>1}
{\displaystyle p={\frac {\mbox{Cmg}}{\left[1+{\frac {1}{\epsilon }}\right]}}}

### Diferenças do monopólio em relação à concorrência perfeita
| Evento                                                | Concorrência perfeita                                                                                          | Monopólio |
| ----------------------------------------------------- | --- | --- |
| Determinação de preço do produto                      | Cada produtor é tomador de preço, que é determinado pela interação entre os diversos produtores e consumidores | Monopolista escolhe o preço que maximiza seu lucro                                                                                              |
| Curva de demanda encontrada pelo produtor             | Representada por uma linha horizontal no gráfico preço X quantidade (curva de demanda perfeitamente elástica). | xxxxxx |
| Produtor "X" eleva preço                              | Demais produtores mantém preço constante e abocanham inteiramente a participação de mercado do produtor "X"    | Produtor "X" é o próprio monopolista, único produtor daquele produto na economia. Se elevar o preço, não terá que se preocupar com concorrentes |
| Receita média do produtor (preço por unidade vendida) | Igual à receita marginal                                                                                       | Equivale exatamente à curva de demanda do mercado                                                                                               |
| Quantidade produzida                                  | xxxxxxx | Menor do que a quantidade em situação de concorrência perfeita                                                                                  |
| Ponto de maximização de lucros                        | Aquele em que a receita marginal iguala o custo marginal                                                       | Aquele em que a receita marginal iguala o custo marginal                                                                                        |
| No equilíbrio, preço é ...                            | Igual ao custo marginal.                                                                                       | Superior ao custo marginal e superior ao preço cobrado em concorrência perfeita.                                                                |

## Origem do monopólio
A fonte básica de monopólio é a presença de barreiras de entrada, de onde se destacam:
- Economias de escala: Empresas novas tendem a entrar em mercados a níveis de produção menores do que empresas estabelecidas. Se a indústria é caracterizada por economias de escala (custos médios decrescem com o aumento no volume de produção), os custos médios da empresa nova serão mais altos do que os custos médios de uma empresa estabelecida;
- Proteção Legal: Proteções legais, como direito autoral e patente, garantem ao seu detentor exclusividade no mercado. As leis das patentes no EUA permitem a um inventor o direito de usar a invenção por um período de 17 anos, período no qual o dono da patente está protegido da concorrência;
- Propriedade exclusiva de matéria-prima: Empresas estabelecidas podem estar protegidas da entrada de novas empresas, pelo seu controle das matérias-primas, ou outros recursos-chaves para produção;
- Lobby político: Por influência política surgem as condições de um monopólio.

## Tipos de monopólio

### Monopólio Natural
O monopólio natural é uma situação de mercado em que os investimentos necessários são muitos elevados e os custos marginais são muito baixos. Caracterizados também por serem bens exclusivos e com muito pouca ou nenhuma rivalidade.
Esses mercados são geralmente regulados pelos governos e possuem prazos de retorno muito grandes.[carece de fontes?]
TV a cabo, distribuição de energia elétrica, fornecimento de água, distribuição de gás natural, sistemas de segurança pública, sistema jurídico e monetário são exemplos característicos de monopólios naturais, ainda que na atualidade possa haver concorrência em alguns desses setores.[carece de fontes?]

### Oligopólio
O oligopólio é uma situação de mercados concentrados, na qual a produção se concentra num pequeno número de firmas. No oligopólio também existem barreiras à entrada de potenciais concorrentes, mas as ações entre as empresas não são necessariamente coordenadas. Quando há algum tipo de acerto referente ao preço que será praticado, o oligopólio caracteriza-se como um cartel; quando há uma união das empresas com o objetivo de dividir o mercado, ele caracteriza-se como um truste.

### Concorrência monopolística
Concorrência Monopolística é uma forma de concorrência imperfeita e corresponde a uma situação em que existem numerosas empresas no mercado, mas que oferecem produtos ou serviços não totalmente homogêneos e, por isso, não totalmente substituíveis. Numa situação deste tipo, cada uma das empresas possui algum poder de mercado para influenciar o preço dos seus próprios produtos ou serviços. De fato, no seu produto particular, diferenciado dos produtos dos restantes concorrentes, cada empresa funciona como um pequeno monopólio - a maior ou menor proximidade de uma situação de monopólio depende do grau de diferenciação (e portanto do grau de substituição) existente entre os diferentes produtos oferecidos: se esse grau de substituição é reduzido, a concorrência será maior e está-se mais próximo da concorrência perfeita; se o grau de substituição é elevado, a concorrência será mais reduzida e está-se mais próximo de uma situação de monopólio. A inclusão de uma característica específica, muitas vezes só é possível com uma matéria-prima conhecida pelo produtor, num produto comum.
Um bom exemplo são as batatas fritas. No mercado, existem as batatas com sabor de queijo, as lisas, as onduladas, as com brindes, entre outras. Outros fatores que as distinguem são os pacotes, a marca, o peso e o tamanho da embalagem.
Apesar de estes fatores poderem inflacionar um pouco o preço do produto, o fabricante não tem grande manobra de definição do preço, pois existem sempre concorrência; daí o seu nome.

## Governos e Monopólios
Os governos possuem dois papéis distintos quando se refere aos monopólios. 
O primeiro, de combate, através de políticas antitruste e regulação desses mercados para evitar abusos, como os cartéis.
O segundo, que caracteriza os monopólios coercivos, é quando o governo garante os direitos de propriedade, direitos autorais e patentes, criando monopólios legais.

### Brasil
No Brasil, um exemplo de monopólio coercivo ocorre na exploração de petróleo que era exclusivamente feita pela Petrobrás até 1997. A partir da Emenda Constitucional nº 9, de 1995, o parágrafo primeiro do artigo 177 da Constituição Federal, flexibilizou esse monopólio, admitindo que a União pode contratar com empresas estatais ou privadas a realização das atividades econômicas objeto de monopólio (Pesquisa, lavra, refino, importação exportação e transporte), observadas as condições estabelecidas em lei (Lei do Petróleo nº 9 478/97).

## História
A primeira metade do século XIX foi caracterizada pelo capitalismo liberal e pelo laissez-faire. A Inglaterra, pioneira no processo de industrialização, proclamou-se a oficina do mundo, defendendo a liberdade de vender seus produtos em qualquer país, sem barreiras alfandegárias, bem como o livre acesso às fontes de matérias primas.
A partir de meados do século, o desenvolvimento tecnológico levou ao surgimento de novos métodos de obtenção do aço, produzindo um material mais resistente e maleável, utilizado em máquinas, na construção civil, nos transportes e em objetos de uso corrente. Novas fontes de energia, como o gás e a eletricidade, substituíram gradativamente o vapor. Vários tipos de motor de combustão interna (a gás, a óleo ou a gasolina) possibilitaram o aperfeiçoamento dos meios de transporte (navio, trem, automóvel). Desenvolveram-se as siderúrgicas, a metalurgia a mecânica pesada, a indústria petrolífera, o setor ferroviário e de telecomunicações (telégrafo, telefone e rádio).
O aumento da mecanização e da divisão do trabalho nas fábricas permitiram a produção em massa, reduzindo os custos por unidade e incentivando o consumo. A cada progresso técnico introduzido, os países industrializados alargavam o mercado interno e conquistavam novos mercados externos. A riqueza acumulava-se nas mãos da burguesia industrial, comercial e financeira desses países. Ela não representou o fim da miséria dos trabalhadores, que continuavam submetidos a baixos salários, mas contribuiu para a elevação geral do nível de vida.
Os avanços técnico-científicos exigiam a aplicação de capitais em larga escala, produzindo fortes modificações na organização e na administração das empresas. As pequenas e médias firmas de tipo individual e familiar cederam lugar aos grandes complexos industriais. Multiplicaram-se as empresas de "sociedade por ações" ou "sociedade anônima" de capital dividido entre milhares de acionistas, permitindo a captação da poupança de pequenos investidores, bem como associações e fusões entre empresas. Esse processo ocorreu também nos bancos: um número restrito deles foi substituindo a multidão de pequenas casas bancárias existentes. Ao mesmo tempo, houve uma aproximação das indústrias com os bancos, pela necessidade de créditos para investimentos e pela transformação das empresas em sociedades anônimas, cujas ações eram negociadas pelos bancos. O capital industrial, associado assim ao capital bancário, transformou-se em capital financeiro, controlado por poucas grandes organizações.
A expansão do sistema capitalista conviveu com crises econômicas que ocorreram com uma certa regularidade no século XIX e também posteriormente, sendo consideradas naturais pelos economistas liberais, Tais crises, de modo geral, obedeciam ao seguinte ciclo: a uma fase de alta de preços, salários, taxas de juros e lucros, acontecia à falência de uma ou de várias empresas e bancos incapazes de saldar seus compromissos, devido à má administração, a especulação ou a qualquer outro fator. A falência afetava a confiança do público e dos acionistas de outras empresas e bancos, reduzindo o consumo e o investimento. As indústrias diminuíam o ritmo da produção, caíam os níveis de emprego e o poder de compra da população, acarretando novas baixas de preços, lucros e mais falências. Quando os estoques de produtos esgotavam-se, a produção retomava lentamente o crescimento, com um menor número de empresas e maior concentração do capital, restabelecendo o equilíbrio do sistema. Esta característica do mercado capitalista se dá em grande parte à necessidade de ganho de escala e outros interesses dos agentes corporativos. Assim como aconteceu com a Ford pouco tempo após a criação da linha de produção, onde ela e somente ela, detinha um grande número de empresas para suprir sua linha de produção. A Ford possuía empresas de látex e borracha, para o fornecimento de pneus e borracha para seus carros, até instituições financeiras, para financiar a si própria e a seus consumidores.
Ainda hoje se encontra este tipo de característica, em menor escala, nas grandes instituições financeiras. Estas, além de guardar o dinheiro de seus clientes, possuem seguradoras, financeiras, cartas de investimento de inúmeras características (como moedas estrangeiras, ações no mercado de capitais e títulos do governo), empresas de previdência privada e etc. Estas empresas tendem a se estruturar sobre elas mesmas, como a citada Ford, para ganho de escala. Para num segundo momento, caso já não tenho conseguido o monopólio, partir para a dominação do mercado, através de inúmeros meios, entre eles:
- Neutralização da concorrência entre os agentes econômicos;
- Melhor aproveitamento dos recursos disponíveis;
- Adquirir pessoas especializadas, patentes, etc.;
- Preservar a continuação de suas atividades.

Estas características fazem com que estas empresas ganhem força, conhecimento e "know-how". Este ganho aumenta consideravelmente o lucro destas empresas que naturalmente acabam por incorporar outras empresas menores, voltando ao ciclo anteriormente dito, até o ponto onde ela é a única produtora do bem e/ou serviço, caracterizando o monopólio capitalista. Esta fase do capitalismo acontece quando há o amadurecimento avançado de um determinado nicho do mercado. Nos dias de hoje a indústria automobilística é a que melhor ilustra este amadurecimento onde as 10 maiores corporações dominam quase todo o mercado de automóveis do mundo.
Ultimamente há um novo ciclo de fusões que visam, além do ganho de escala, a conquista de novos mercados. Como a fusão entre a belga Interbrew e a brasileira Ambev, formando a maior cervejaria do mundo. Mas este tipo de acontecimento acarreta muito perigo ao mercado consumidor, principalmente no mercado de commodities. E para evitar esse tipo de fusão ou aquisição os governos de todo o mundo acabam por criar agências reguladoras e leis que evitam o monopólio, o truste e a formação de cartel.
Recentemente a fusão entre a maior siderúrgica da Índia (Mittal) e a siderúrgica Arcelor foi vetada pelo governo francês devido ao poder de influência que a nova empresa teria no preço do aço no mercado europeu. Outra fusão que foi combatida foi entre as petroleiras Exxon e Mobbil que formaram a maior empresa de extração e refino de petróleo do mundo.
Porém este tipo de fusão ainda ocorre, principalmente em setores estratégicos de infraestrutura, onde é interessante a governos reestatizar ou centralizar várias empresas para ganho de escala. Isso ocorreu com a Yukos e a Sibneft que se uniram para formar a maior petrolífera da Rússia.
Estes exemplos ilustram bem a influência que a escola capitalista-monopolista tem nos dias de hoje e como ela ajudou - e ajuda - a caracterizar e prever o amadurecimento dos mercados. E graças aos estudos desta escola foram criadas as agências reguladoras que protegem o mercado de práticas monopolistas.